# Меномен (Міннесота)
Меномен (англ. Mahnomen) — місто (англ. city) в США, в окрузі Меномен штату Міннесота. Населення — 1240 осіб (2020).

## Географія
Меномен розташований за координатами 47°18′52″ пн. ш. 95°58′2″ зх. д. / 47.31444° пн. ш. 95.96722° зх. д. (47.314439, -95.967230).  За даними Бюро перепису населення США в 2010 році місто мало площу 2,74 км², уся площа — суходіл.

## Демографія
Згідно з переписом 2010 року, у місті мешкало 1214 осіб у 529 домогосподарствах у складі 293 родин. Густота населення становила 444 особи/км².  Було 582 помешкання (213/км²).
Расовий склад населення:
| - 59,3 % — білих - 31,2 % — корінних американців - 0,2 % — чорних або афроамериканців - 0,1 % — азіатів |

До двох чи більше рас належало 9,2 %. Частка іспаномовних становила 1,8 % від усіх жителів.
За віковим діапазоном населення розподілялося таким чином: 22,4 % — особи молодші 18 років, 55,9 % — особи у віці 18—64 років, 21,7 % — особи у віці 65 років та старші. Медіана віку мешканця становила 44,8 року. На 100 осіб жіночої статі у місті припадало 97,4 чоловіків;  на 100 жінок у віці від 18 років та старших — 86,9 чоловіків також старших 18 років.
Середній дохід на одне домашнє господарство  становив 48 000 доларів США (медіана — 36 645), а середній дохід на одну сім'ю — 53 343 долари (медіана — 48 750). Медіана доходів становила 33 500 доларів для чоловіків та 34 500 доларів для жінок. За межею бідності перебувало 25,3 % осіб, у тому числі 40,1 % дітей у віці до 18 років та 15,8 % осіб у віці 65 років та старших.
Цивільне працевлаштоване населення становило 545 осіб. Основні галузі зайнятості: мистецтво, розваги та відпочинок — 38,3 %, освіта, охорона здоров'я та соціальна допомога — 18,0 %, роздрібна торгівля — 9,4 %, будівництво — 6,4 %.